# Črnec Biškupečki
Črnec Biškupečki es una localidad de Croacia situada en la ciudad de Varaždin, condado de Varaždin. Según el censo de 2011, tiene una población de 696 habitantes.

## Geografía
Está ubicada a una altitud de 168 m s. n. m., a 80 km de la capital nacional, Zagreb.

## Demografía
| Gráfica de población de Črnec Biškupečki 1857-2011                  |
|                                                                     |
| Según los censos de población de la oficina estadística de Croacia. |